# Proaphelinoides
Proaphelinoides is een geslacht van vliesvleugeligen uit de familie Aphelinidae. De wetenschappelijke naam van dit geslacht is voor het eerst geldig gepubliceerd in 1917 door Girault.

## Soorten
Het geslacht Proaphelinoides omvat de volgende soorten:
- Proaphelinoides anomalus Hayat, 1985
- Proaphelinoides australis Girault, 1922
- Proaphelinoides bendovi Tachikawa, 1984
- Proaphelinoides chidambaramensis Manickavasagam & Menakadevi, 2012
- Proaphelinoides elongatiformis Girault, 1917